# آکیرا اوگاتا (کارگردان فیلم)
 آکیرا اوگاتا (انگلیسی: Akira Ogata؛ زادهٔ ۱۹۵۹) کارگردان اهل ژاپن است که در سی و یکمین جشنواره فیلم یوکوهاما برای فیلم نوچان نوریبن برندهٔ جایزهٔ بهترین کارگردانی شد.